# Salomon Kümmerle
Salomon Kümmerle (* 8. Februar 1832 in Malmsheim (heute zu Renningen); † 28. August 1896 in Samaden (Schweiz)) war ein deutscher evangelischer Kirchenmusiker, Organist, Essayist, Musikschriftsteller sowie Haus- und Schullehrer in verschiedenen deutschen Orten (Blaubeuren, Haiterbach, Ludwigsburg, Schorndorf, Ötlingen) wie auch in Nizza (1861–1866) und Samaden (1874–1890).

## Leben und Werk
Salomon Kümmerle bezeichnete sich selbst als Sohn eines „einfach-frommen Bauersmannes“, der „jeden Morgen mit dem Gesang eines Kirchenliedes auf den Lippen aufgestanden und jeden Abend mit einem solchen zu Bette gegangen ist“.
Salomon Kümmerle wirkte von 1861 bis 1866 als Hauslehrer und Organist an der deutschen Kirche in Nizza. Bis 1874 war er als Musiklehrer in Ludwigsburg und Schorndorf und von 1874 bis 1890 als Lehrer an der Sekundarschule in Samaden tätig. Er erlangte große Bekanntheit durch Veröffentlichungen verschiedener Werke zur evangelischen Kirchenmusik. An erster Stelle ist hier die vierbändige Encyclopädie der evangelischen Kirchenmusik (1888–1895) zu nennen. Zudem erlangte er über die Herausgabe von musikalischen Werken in Fachkreisen Bekanntschaft: Hierzu gehörten Musica sacra (Meisterwerke alter Kirchenmusik für Männerchor, 2 Teile 1869/1870), Grabgesänge für Männerstimmen (1869), Zionsharfe (Sammlung geistlicher Chorkompositionen für gemischte Stimmen, 2 Teile 1870/1871), eine Neubearbeitung von Carl Gollmicks André’s Handlexikon der Tonkunst (1875, Verlag Johann André) und das Choralbuch für evangelische Kirchenchöre (300 vier- und fünfstimmige Sätze für gemischten Chor von Meistern des 16. und 17. Jahrhunderts und neueren Tonsetzern). Weiterhin veröffentlichte er Studien zur württembergischen Choralüberlieferung.